# Blackface Point
Der Blackface Point (englisch für Schwarzgesichtspitze) ist eine markante und felsige Landspitze an der Bowman-Küste des Grahamlands auf der Antarktischen Halbinsel. Sie liegt 5 km nordwestlich des Kap Freeman am Südufer des Seligman Inlet.
Erste Luftaufnahmen entstanden bei der United States Antarctic Service Expedition (1939–1941). Der Falkland Islands Dependencies Survey kartierte die Landspitze zwischen 1947 und 1948. Die deskriptive Benennung erfolgte durch das UK Antarctic Place-Names Committee am 20. Dezember 1974. Namensgebend sind tiefschwarze Felsvorsprünge an der Front der Landspitze.